# وزارة الاقتصاد والمالية (الإكوادور)

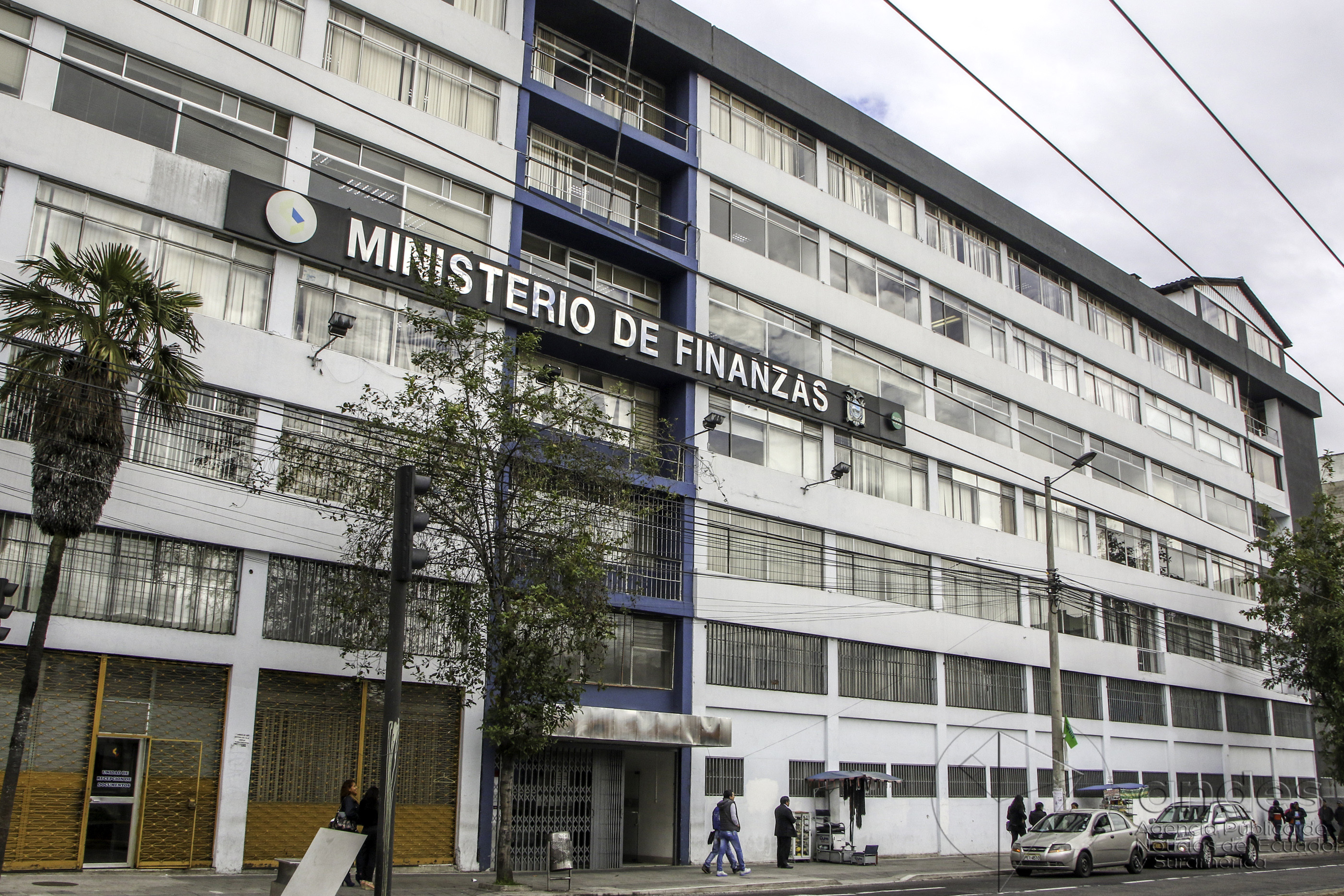
مبنى وزارة الاقتصاد والماليَّة الإكوادوريَّة

وزارة الاقتصاد والمالية الإكوادوريَّة، هي وزارة تابعة لحكومة الإكوادور، والمسؤولة عن الإشراف على المالية العامة للبلاد.
وزير المالية الحالي هو خوان كارلوس فيغا، وذلك منذ نوفمبر 2023.

## أنظر أيضا
- اقتصاد الاكوادور

## روابط خارجية
- موقع وزارة الاقتصاد والمالية الإكوادوريَّة